# De arte gymnastica
Il trattato De arte gymnastica, scritto nel 1569 dal medico forlivese Girolamo Mercuriale, fu il testo che sancì la nascita della medicina sportiva, rivalutando il ruolo di tale disciplina in campo medico e terapeutico.
L'opera apparve in prima stesura a Venezia nel 1569, con la dedica al Cardinale Alessandro Farnese. Una successiva ristampa fu pubblicata negli anni 1569-1573, ampliata e modificata con il titolo di De Arte Gymnastica libri VI, in quibus exercitationum omnium vatustarum genera, loca, mondi, facultates et quidquid denique ad corporis humani exercitationes pertinet diligenter explicantur, con dedica all'imperatore Massimiliano II. A queste seguirono un'edizione di Parigi (1577) e due di Venezia (1587 e 1601), pubblicate mentre l'autore era ancora in vita. Solo dopo la morte di Mercuriale vennero alla luce due ristampe, collocabili rispettivamente nel 1644 e nel 1672, di cui l'ultima risulta interpolata.

## Struttura dell'opera
Il testo è suddiviso in sei libri di cui ognuno si sofferma su un aspetto peculiare dell'attività ginnica:
- Libro I: Nel primo libro l'autore tratta la nascita della medicina e dell'esercizio della ginnastica, divisa in tre categorie: la bellica, la legittima o medica e la viziosa o atletica. È inoltre riportata una descrizione dettagliata degli antichi ginnasi.
- Libro II: Il secondo libro è interamente dedicato alla definizione delle due branche della ginnastica medica: la saltatoria e la palestrica. La prima può essere a sua volta divisa in tre categorie: la cibistica, la sferistica e l'orchestica, praticate dagli antichi soprattutto a scopo di diletto, sebbene il loro impiego è testimoniato anche in campo medico e militare. La seconda invece comprende una grande varietà di esercizi tra cui la lotta, specialità più antica e complessa della ginnastica.
- Libro III: In esso vengono trattati gli esercizi non praticabili nelle palestre, ma non per questo meno importanti in ambito medico-terapeutico. Anzi è proprio quest'ultima categoria ad assumere un ruolo fondamentale nel recupero e nella preservazione di uno stato di salute ottimale. Rientrano in questa categoria il passeggio, la gestazione, la coibizione del respiro, il combattimento, la vociferazione, il nuoto, la navigazione, l'equitazione e la caccia.
- Libro IV: Nel quarto libro l'autore si sofferma sull'utilità degli esercizi ginnici a scopo terapeutico e confuta alcune teorie mediche errate riguardo l'impiego della ginnastica in soggetti sani, malati e convalescenti. Inoltre viene qui descritta la maniera di esercitarsi, il tempo, il luogo e la durata ottimali dei suddetti esercizi.
- Libro V: Si passa dunque nel quinto libro alla descrizione degli effetti degli esercizi saltatori e palestrici, divisi in tre classi principali: gli esercizi preparatori, quelli complementari e gli esercizi propriamente detti, che hanno effetti diversi in base alle caratteristiche e all'impiego di ciascuno.
- Libro VI: Il sesto e ultimo libro del trattato è infine dedicato alla descrizione degli effetti di tutte le altre tipologie di esercizi, in cui si inseriscono per la prima volta gli esercizi vocali, la lettura, il riso e il pianto, utili soprattutto nella liberazione dagli umori in eccesso.

## Sulla nascita della medicina

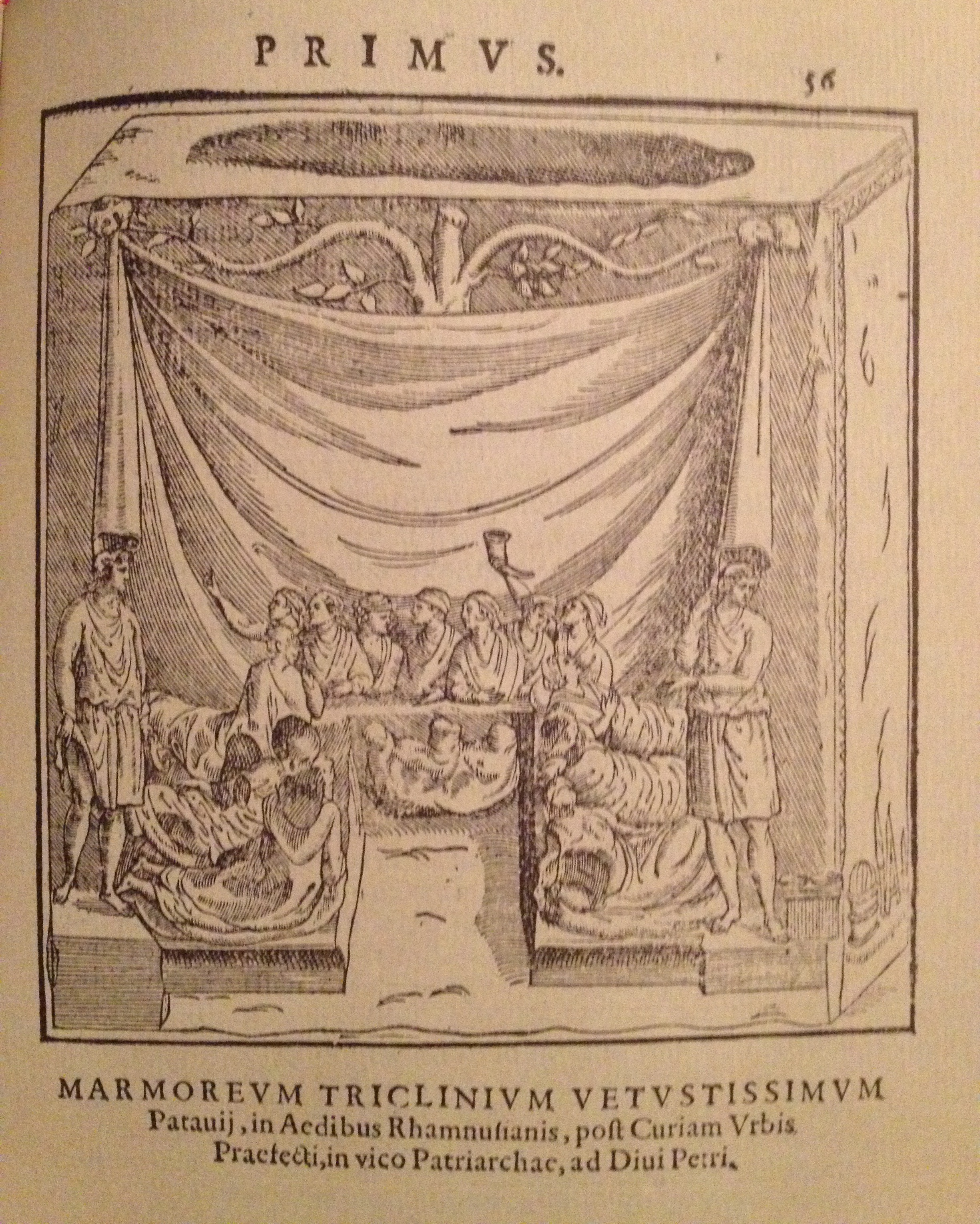
Il modo di stare a mensa presso gli antichi

Con queste parole Girolamo Mercuriale descrive la nascita della medicina, avvenuta di pari passo con l'insinuarsi dell'intemperanza fra gli uomini.
La medicina ai suoi albori era ancora rudimentale, tanto che nell'antichità si soleva esporre gli infermi in modo che chiunque dotato di esperienza potesse prodigarsi per essi. In seguito questa scienza si evolse sempre più fino ad interessarsi in modo via via più meticoloso non solo alla cura ma anche alla profilassi o prevenzione delle malattie, tanto che Ippocrate la divise in due categorie: la medicina curativa (o terapeutica) e la conservativa (o profilattica), nell'ambito della quale si inserisce la ginnastica.
L'arte ginnastica, tanto lodata dai medici per la straordinaria efficacia in campo terapeutico e nella conservazione di uno stato di salute ottimale, viene definita, non a torto, tanto più pregevole quanto più il suo impiego è preferito all'uso dei medicamenti. Essa infatti è priva degli inconvenienti tipici di questi ultimi, rafforza le membra, rinvigorisce il calore naturale e non solo.

Essa nacque durante la guerra di Troia e solo in seguito fu introdotta nelle manifestazione pubbliche e religiose sotto la definizione di «atletica». Venne poi introdotta nei ginnasi allo scopo di educare i giovani e contribuire a preservare un buono stato di salute, assumendo così il nome di ginnastica.
Nacquero così un gran numero di ginnasi, ovvero quei luoghi dove “ gli uomini si ungevano, si massaggiavano e si esercitavano nella lotta, nel disco e in altri esercizi del genere”.

## Il ginnasio

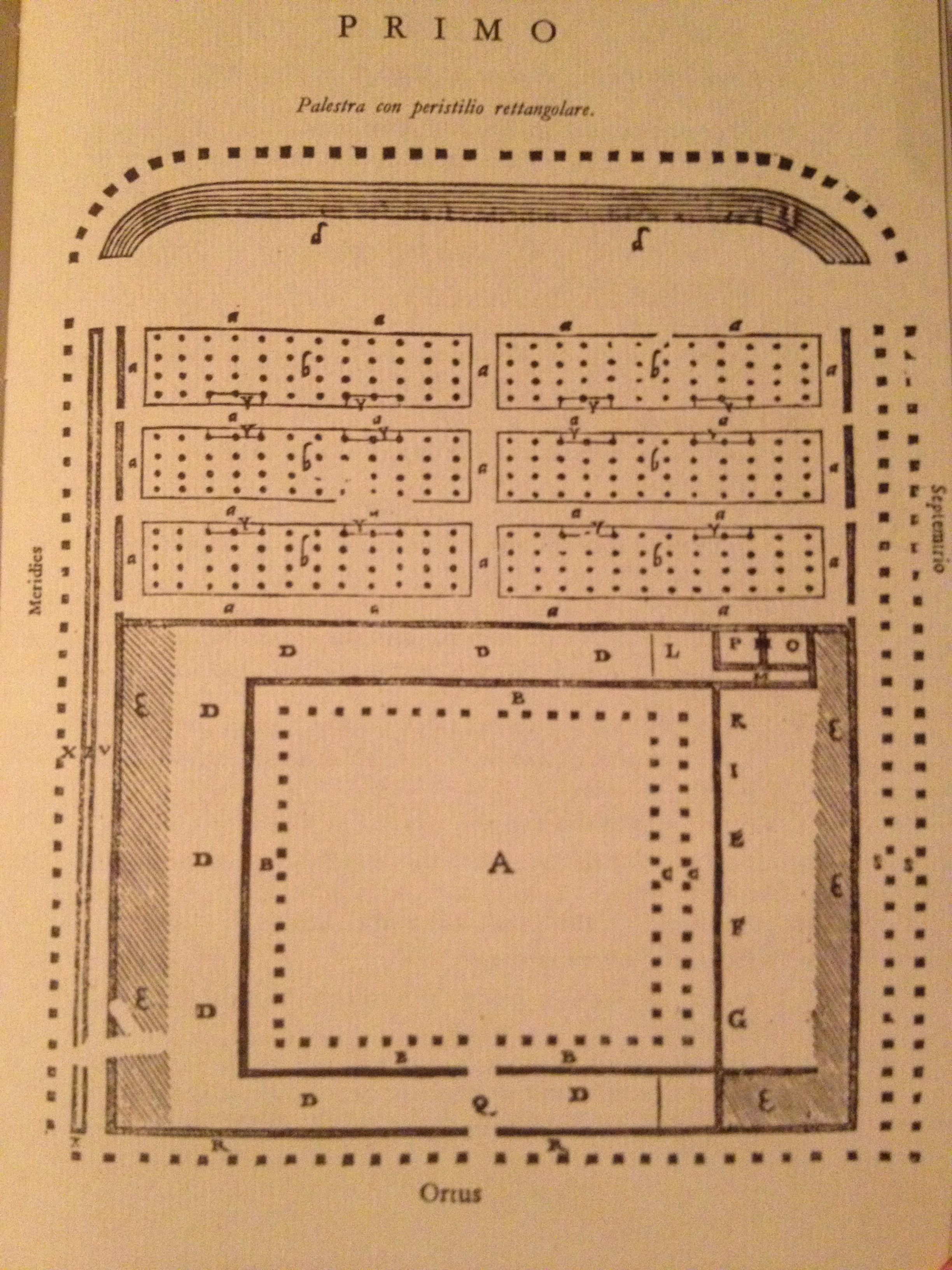
Pianta del Ginnasio

I Romani furono gli ultimi ad edificare i ginnasi, da loro detti palestre, ma questi superarono di gran lunga i modelli greci in quanto a grandiosità e bellezza.
Il ginnasio, di cui Vitruvio ci lascia una minuziosa descrizione, si componeva di undici parti:
- Il portico, fornito di sedili, nel quale i filosofi si intrattenevano in discussioni ed insegnamenti
- L'efebo, destinato all'allenamento dei giovani
- Il coriceo, adibito a spogliatoio
- L'eleotesio (o untorio), dove si ungevano coloro che si apprestavano agli esercizi
- Il conisterio, nel quale era depositata la sabbia con cui cospargersi dopo l'unzione
- La palestra propriamente detta, in cui ci si esercitava nelle varie discipline
- Lo sferisterio, sede degli esercizi legati alla palla
- I viali, che costeggiavano l'intero edificio ed erano impiegati per l'illuminazione del ginnasio e per il passeggio
- I sisti, portici coperti in cui si esercitavano gli atleti durante l'inverno
- Il bagno, costituito da diverse piscine preposte al diletto e all'igiene dei cittadini
- Lo stadio, in cui si svolgevano le gare e i giochi pubblici

## Le tre tipologie di ginnastica
La ginnastica è divisa in tre branche principali: la ginnastica bellica, atletica e medica, di cui l'ultima occupa un ruolo privilegiato nella trattazione.
I tre tipi di ginnastica, sebbene riguardino allo stesso modo l'esercizio del corpo, differiscono di molto circa gli scopi a cui sono state preposte.

### Ginnastica bellica
La ginnastica bellica aveva come unico scopo l'addestramento di uomini, donne e fanciulli in modo da fortificare il corpo e predisporlo a sopportare le fatiche di guerra.

### Ginnastica atletica
La ginnastica atletica (o viziosa), inventata da Ercole in Olimpia, godette di grandissimo prestigio ai tempi di Galeno, sebbene fu a lungo criticata con il nome di cacotechnia, o mala arte in quanto, in seguito al diffondersi del malcostume fra gli uomini, pervenne ad uno stato di depravata degenerazione.
Infatti gli atleti che la praticavano, accecati dalla cura ossessiva del corpo e dalla smania di vittoria, diventavano insensibili, torpidi e pigri.

### Ginnastica medica
La ginnastica medica (o legittima) trae origine dalla natura intrinseca di ogni essere vivente, incline al movimento e alla fatica, tanto che essa, pur non essendo un prodotto diretto della natura, risponde ad una naturale inclinazione dell'uomo.
Questa ha come scopo primario l'acquisizione e la conservazione di uno stato di salute ottimale, mediante la pratica di esercizi regolati.
Tale disciplina si compone di due branche fondamentali: la ginnastica in senso stretto (che si occupa dei movimenti volontari) e la musica (che si occupa dei movimenti “comunicati da altro agente”). La prima branca, a sua volta, si compone di due categorie, molto importanti ai fini della trattazione: la saltatoria e la palestrica.
La saltatoria, o danza in senso lato, è suddivisa in tre specie: cibistica, sferistica e orchestica.

La cibistica comprende tutte quelle abilità tipiche degli antichi saltimbanchi quali ad esempio capriole e distorsioni e, proprio per questo, venne sempre ritenuta un tipo di ginnastica inferiore.

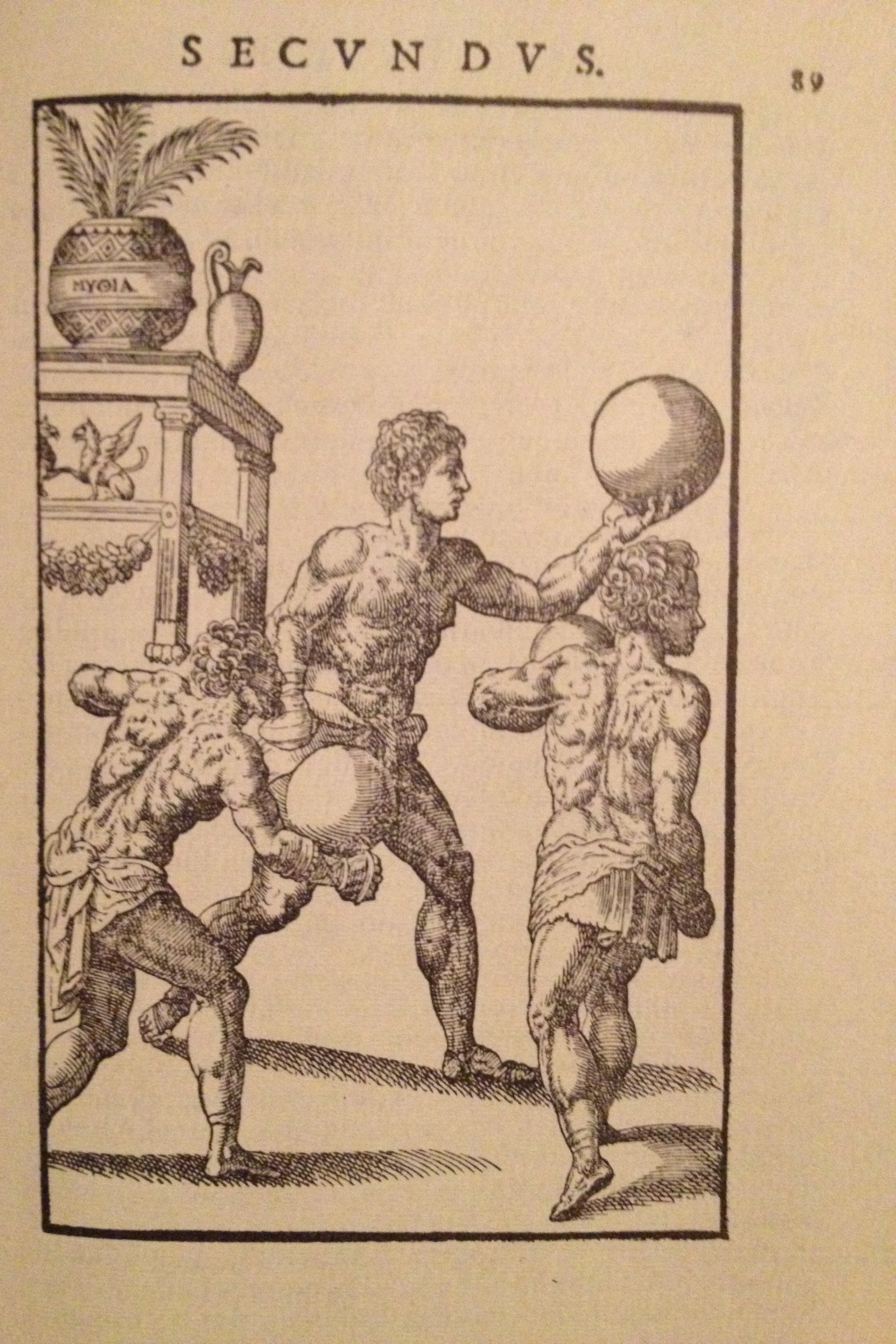
Esercizi di ginnastica sferistica

La sferistica (o gioco della palla) era, in antichità, una disciplina estremamente semplice e diffusa tanto che, col passare degli anni assunse tanta importanza da meritare una zona apposita del ginnasio, lo sferisterio.
Presso i Latini venivano praticate quattro diverse specialità di tale esercizio, accompagnate da altrettante specie di palla utilizzate: il folle (o pallone), la palla trigonale, la palla paganica e l'arpasto, impiegata in un esercizio da cui trae origine il moderno gioco del calcio.

L'orchestica, secondo la definizione di Aristotele, è “ quella facoltà di imitare, con movimenti e gesti del corpo regolati ritmicamente, costumi ed azioni degli uomini ”
. Questo tipo di ginnastica si basava dunque sull'impiego del canto e del ritmo e veniva descritta con il nome di saltazione.
Tale disciplina, fin dall'antichità, fu ritenuta degna di grandi onorificenze e solo in seguito, con la nascita dei moderni teatri, pervenne ad un alto grado di corruzione e depravazione.
Essa veniva inizialmente praticata nelle strade e nelle piazze, per poi essere eseguita in appositi teatri; solo in seguito fu introdotta nei ginnasi.

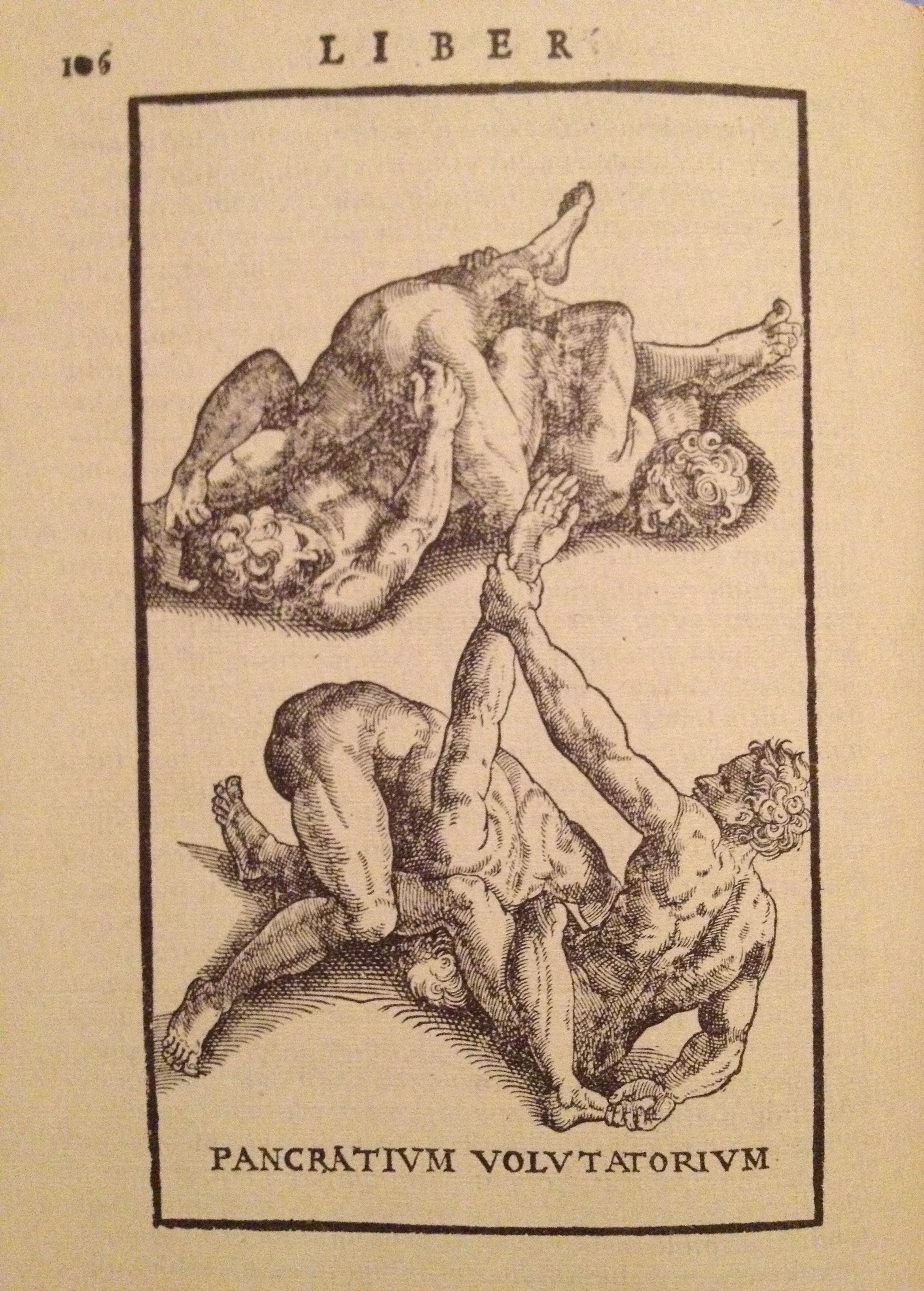
La lotta nel "De arte gymnastica"

La seconda parte della ginnastica è la palestrica, che comprende un numero molto vasto di discipline ed esercizi tra cui, in modo particolare, la lotta, ritenuta da molti il più antico esercizio ginnico.
Questa perseguiva tre obiettivi principali ovvero la preparazione degli atleti ai giochi, l'addestramento militare e l'acquisizione di un'ottima costituzione fisica e di una persistente buona salute, sia nei ragazzi che negli adulti.
Altre attività classificate all'interno della ginnastica palestrica furono: la corsa, il salto, il lancio del disco e il tiro al bersaglio (o iaculazione).
Esistono però altri tipi di esercizi non praticati usualmente nella palestre e non classificabili né nella ginnastica saltatoria, né in quella palestrica, ma non per questo meno importanti degli altri sopra elencati.
Infatti sono proprio questi gli esercizi peculiari della ginnastica medica, molto raccomandati da medici e pedagoghi per il mantenimento di un buono stato di salute e di una ferrea integrità morale. Fanno dunque parte di quella ginnastica che, per usare le parole dell'autore, “ pur avendo l'apparenza di attendere soltanto alla cura del fisico, coordina simultaneamente ed uniforma le sue operazioni ai principii che regolano le attività spirituali e non permette che il corpo, per eccesso di forza e di mole, prenda il sopravvento sullo spirito ”
.
Rientrano in questa categoria: il passeggio, il combattimento (o pugna), la coibizione del respiro, la vociferazione e il riso, l'equitazione, la vettazione su veicolo a due ruote, la gestazione in lettiga e portantina, la navigazione e la pesca, il nuoto e la caccia.

## Confutazione di alcune teorie mediche errate
Nel quarto libro Mercuriale si sofferma sulla confutazione di alcune teorie riguardanti l'impiego degli esercizi nei vari soggetti analizzati e sull'utilità relativa alla loro pratica.
In primo luogo l'autore dedica il secondo capitolo ad una critica verso coloro i quali credevano che la buona salute dipendesse esclusivamente dall'equilibrio dei quattro umori corporei, senza considerare l'importanza che il movimento assumeva all'interno di questo delicato meccanismo.
Infatti l'equilibrio umorale è garantito mediante l'alimentazione e l'assimilazione; con la prima il corpo si mantiene in vigore, mentre con la seconda si libera degli umori in eccesso.
È proprio grazie al moto e alla sudorazione che viene dunque facilitata l'espulsione di suddetti umori, senza contare che l'esercizio rinvigorisce il calore naturale, rafforza le membra e facilita le normali funzioni fisiologiche del corpo umano.
Tuttavia Mercuriale confuta anche la convinzione sbagliata di alcuni medici che solevano estendere la pratica degli esercizi a tutti i soggetti, senza tener conto degli effetti dannosi che essi potevano sortire in alcuni casi.
Infatti, afferma l'autore, vi sono individui a cui giovano le medicine, altri a cui nuocciono, e lo stesso è valido per gli esercizi. Sebbene l'uomo sia naturalmente incline al movimento, non sempre tale inclinazione deve estendersi a quei movimenti energici e disciplinati propri della ginnastica, come ad esempio, nel caso di soggetti dal temperamento caldo, in cui un'eccessiva sudorazione sarebbe oltremodo nociva.

## A chi giova l'esercizio?
Fin dall'antichità si è a lungo discusso se, così come i corpi sani traggono vantaggio dalla pratica degli esercizi ginnici, anche i corpi malati o convalescenti trovino giovamento in tale pratica.
Il primo medico a sostenere l'utilità dell'esercizio da parte dei malati fu Petrona, seguito subito dopo da Esculapio; non mancarono però accesi oppositori di questa teoria, che invitavano i malati ad astenersi da qualunque tipo di attività durante la convalescenza.
Altri ancora, tra cui Galeno ed Avicenna, portarono avanti una teoria intermedia basata sull'idea che vi sono malati cui non è interdetta la pratica degli esercizi, che anzi dovrebbero essere compiuti regolarmente a scopo terapeutico. Così ad esempio quei corpi affetti da squilibri provocati da un eccesso di calore dovevano astenersi da qualunque tipo di esercitazione veemente, onde evitare un ulteriore aumento di calore che doveva invece essere diminuito, mentre traevano oltremodo profitto da quegli esercizi detti moderati.

In linea di principio era dunque possibile stabilire se e con quali modalità i vari soggetti potessero allenarsi, basandosi sullo stato di salute detenuto da ciascuno e seguendo una serie di precetti universalmente validi:
- Tutti i corpi caldi e asciutti dovrebbero astenersi da qualunque tipo di esercizio.
- I corpi caldi e umidi possono esercitarsi ma con moderazione, evitando movimenti vigorosi.
- I corpi freddi e asciutti dovrebbero esercitarsi per curare la frigidità, astenendosi però dal compiere sforzi eccessivi.
- I corpi freddi e umidi, infine, sono quelli che traggono maggior giovamento da esercizi vigorosi e veloci, atti ad espellere gli umori superflui e ad accrescere il calore naturale.
- I convalescenti devono limitare gli esercizi, evitando l'affanno e l'eccessivo affaticamento.
- I corpi gracili dovrebbero prediligere attività lente e tarde, in quanto queste aumentano la massa corporea; i corpi pingui dovrebbero prediligere esercitazioni acute e celeri come la corsa per assottigliare il corpo.
- Coloro che non sono abituati all'esercizio dovrebbero avvicinarsi alla pratica assidua della ginnastica gradualmente, iniziando con esercizi molto limitati per poi arrivare a dedicarsi ad attività più intense e regolari.[14]

## La maniera di esercitarsi
Ogni atleta, prima di accingersi alla pratica degli esercizi, doveva compiera una serie di passi preliminari, atti a predisporre il corpo all'attività fisica.

Bisognava innanzitutto liberarsi dagli umori superflui poi pettinarsi, lavare le mani ed infine iniziare con gli esercizi veri e propri. Va a questo punto compiuta un'importante distinzione fra le tipologie di esercizi svolti, classificati in base alla durata e allo scopo di ciascuno.
Abbiamo gli esercizi parascevastici (preparatori o preliminari) che venivano compiuti prima di tutti gli altri in quanto rafforzavano, restringevano i pori e combattevano la rilasciatezza; gli esercizi apoterapeutici (o complementari) atti ad sciogliere le membra affaticate, dilatare i pori e favorire la sudorazione; gli esercizi propriamente detti, praticati per ultimi e diversi a seconda delle varie specialità.
Una volta ultimati gli esercizi, prima di potersi nutrire, l'atleta doveva infine diminuire progressivamente l'intensità dei propri movimenti, aspettando che l'agitazione del fisico fosse terminata.

## Importanza della musica nell'analisi dell'autore
Girolamo Mercuriale, riprendendo le analisi di Platone e Galeno, evidenzia che nessuna disciplina contribuisce all'educazione dell'uomo meglio della ginnastica e della musica.
Queste, altro non sono che tendenze naturali che accompagnano l'uomo sin dalla sua nascita e producono, più di qualsiasi altra pratica, armonia tra il corpo e lo spirito.
Infatti l'autore colloca la musica e le vociferazioni in quegli esercizi atti al raggiungimento di uno stato di salute ottimale, ma non solo, in quanto ritiene che esse detengano un rapporto privilegiato e diretto con l'anima.

## Importanza delDe arte gymnastica
Con questa opera Girolamo Mercuriale non solo getta le fondamente storiche e filosofiche della ginnastica, ma lo fa anche in modo estremamente preciso e approfondito, guardando questa disciplina con l'attento occhio del medico. Non risulta affatto eccessivo dunque definirne l'autore come fondatore della medicina sportiva.
Eppure se si pensa oggi alla magnificenza dell'opera, sembra impossibile pensare che questa sia rimasta ignota per parecchi secoli a Italiani e stranieri, esclusi pochi studiosi e appassionati. È infatti merito dell'Istituto Banco di Santo Spirito di aver riportato alla luce il De arte gymnastica in occasione delle Olimpiadi di Roma (1960).

È proprio con queste parole che Giulio Andreotti, l'allora Presidente del Comitato Organizzativo dei Giochi Olimpici, descrive, in occasione di quella ricorrenza, il grandioso contributo che quest'opera ha donato alle generazioni future: